# Champsanglard
Champ Sanglard (en francès Champsanglard) és una localitat i comuna de França, a la regió de la Nova Aquitània, departament de la Cruesa. La seva població al cens de 1999 era de 208 habitants. No està integrada en cap Communauté de communes.

## Demografia
| 1968 | 1975 | 1982 | 1990 | 1999 |
| ---- | ---- | ---- | ---- | ---- |
| 328  | 241  | 205  | 202  | 208  |

## Administració
| Període   | Identitat       | Partit |
| --------- | --------------- | ------ |
| 2001-2008 | Georges Auclair |        |
| 2008-     | Alain Vachon    |        |